# När kärleken dödar
När kärleken dödar (en suec Quan l'amor mata) és una pel·lícula muda sueca dirigida per Mauritz Stiller i estrenada el 1913.

## Sinopsi
Després d'una discussió amb el seu pare, Irma, una jove amb talent artístic abandona la casa familiar. Un any més tard, Irma es va convertir en model d'un jove pintor pobre, Oscar Falck, amb qui viu. Un dia, l'Òscar s'adona que un senyor distingit i ben vestit perd la cartera al carrer; l'agafa, però el senyor ha vist el lladre. En tornar a casa, l'Oscar ensenya la cartera a l'Irma; reconeix les inicials de la cartera: és la cartera del comte Bjelke, de la qual el seu pare és empleat. Oscar exposa un retrat de l'Irma al saló. El comte s'adona d'aquest retrat i demana qui és l'autor i quina és la seva adreça, per comprar-lo.
El comte identifica immediatament el seu lladre. L'Irma li demana que no denunciï el seu amant a la policia. El comte accepta amb la condició que deixi l'Oscar per ell. Desconsolada, l'Irma escriu una carta de comiat a l'Òscar i un temps després es casa amb el comte. El seu matrimoni no és feliç. Al cap d'uns anys, Oscar es va convertir en un pintor reconegut i ric. Un vespre, el comte i l'Òscar es troben al club, però el comte li gira l'esquena amb menyspreu; es produeix així un duel. Irma intenta evitar el duel; però es produeix la tragèdia i el comte és mort. Irma i Oscar fugen. Al tren, l'Irma té un malson veient el fantasma del comte, fosc i amenaçador, que ve a buscar el seu amant.

## Repartiment
- Victor Sjöström: Oscar Falck, pintor
- Bergliot Husberg: Irma
- Georg af Klercker: el comte Bjelke
- Emil Ljungqvist : el pare d'Irma
- William Larsson : un col·leccionista d'art

## Producció
När kärleken dödar es s va rodar el gener-febrer de 1913. Aquesta pel·lícula ha desaparegut excepte un curt clip de dos minuts.